# Questrecques
Questrecques è un comune francese di 324 abitanti situato nel dipartimento del Passo di Calais nella regione dell'Alta Francia.

## Storia

### Simboli
Il comune ha ripreso il blasone di Bertrand de La Haye, primo a fregiarsi del titolo di signore di Questrecques nel XVII secolo.

## Società

### Evoluzione demografica
Abitanti censiti